# Louis Rendu
Louis Rendu (9 de dezembro de 1789 em Meyrin - 28 de agosto de 1859) foi bispo católico romano francês de Annecy e cientista.

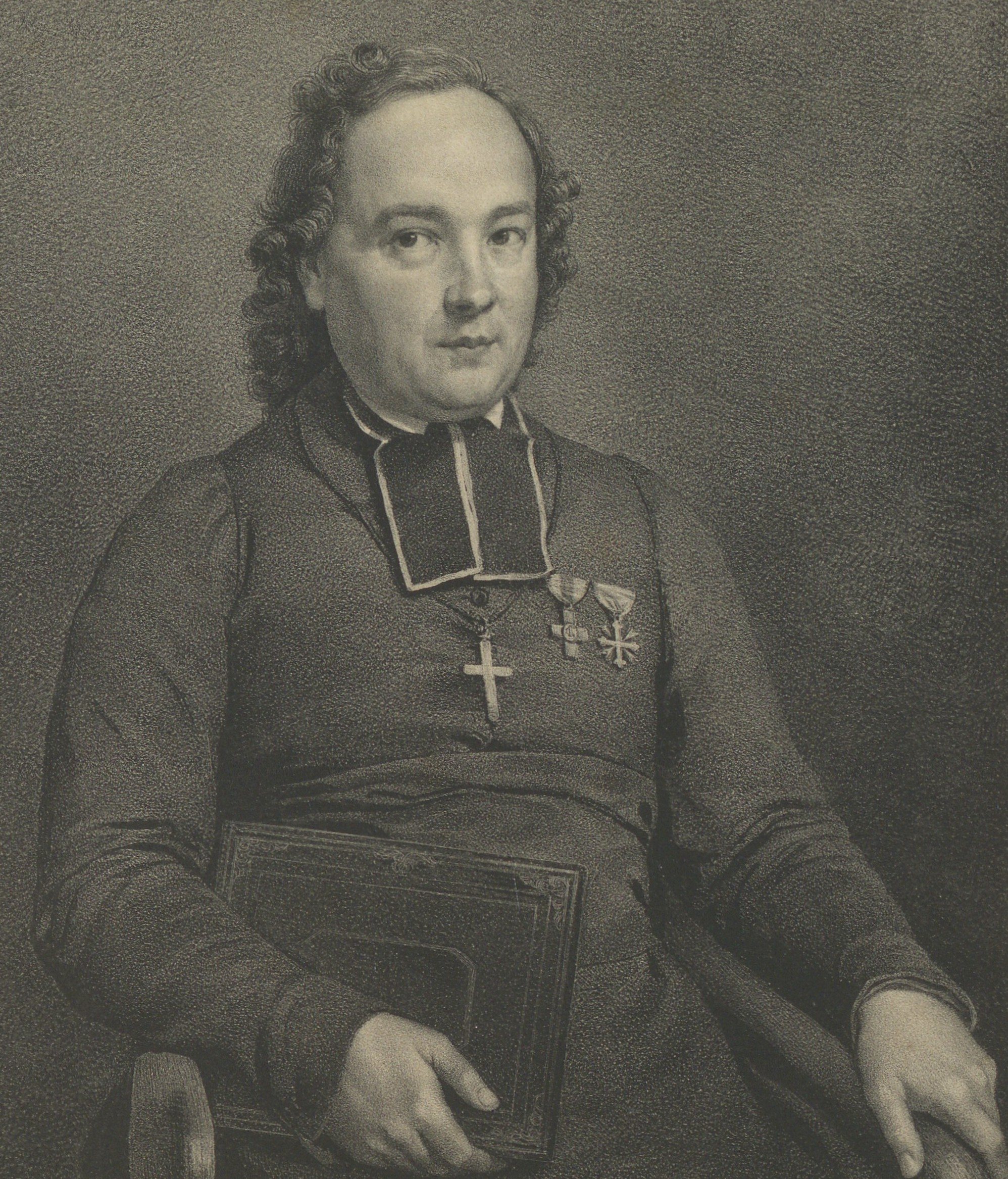
Luois Rendu, 1843

Foi o autor de Theorie des glaciers de la Savoie, um importante livro sobre os mecanismos do movimento glacial. A geleira Rendu, no Alasca, nos EUA, e o Monte Rendu, na Antártida, foram nomeados em sua homenagem.
Foi membro fundador da Académie des sciences, belles-lettres et arts de Savoie.  A seguir estão algumas de suas obras de temática etnológica e religiosa:
- De l'influence des Moeurs sur les Lois, et de l'influence des Lois sur les Moeurs, 1833
- Moeurs et coutumes de la Savoie du Nord au XIXe siècle, 1845
- Lettre à S. M. le Roi de Prusse (sur la situation religieuse de l'Europe), 1848
- Des efforts du protestantisme, 1855.